# Riley Minix
Riley James Minix (Contea di Indian River, 22 settembre 2000) è un cestista statunitense, professionista nella NBA con i San Antonio Spurs e in G League con gli Austin Spurs.

## Carriera
Dopo aver completato la carriera collegiale con i Southeastern Fire e i Morehead State Eagles, non viene scelto al Draft NBA 2024, rimanendo undrafted. Firma poi un two-way contract con i San Antonio Spurs, venendo associato alla squadra affiliata dei Austin Spurs in G League.

## Statistiche

### College
| Anno      | Squadra    | PG | PT | MP   | TC%  | 3P%  | TL%  | RP  | AP  | PRP | SP  | PP   |
| --------- | ---------- | -- | -- | ---- | ---- | ---- | ---- | --- | --- | --- | --- | ---- |
| 2023-2024 | MSU Eagles | 35 | 35 | 33,8 | 54,1 | 34,9 | 83,9 | 9,7 | 2,2 | 1,3 | 1,0 | 20,9 |
| Carriera  | Carriera   | 35 | 35 | 33,8 | 54,1 | 34,9 | 83,9 | 9,7 | 2,2 | 1,3 | 1,0 | 20,9 |

### NBA

#### Regular Season
| Anno      | Squadra           | PG | PT | MP  | TC% | 3P% | TL% | RP  | AP  | PRP | SP  | PP  |
| --------- | ----------------- | -- | -- | --- | --- | --- | --- | --- | --- | --- | --- | --- |
| 2024-2025 | San Antonio Spurs | 1  | 0  | 7,0 | 0,0 | 0,0 | -   | 2,0 | 0,0 | 0,0 | 0,0 | 0,0 |
| Carriera  | Carriera          | 1  | 0  | 7,0 | 0,0 | 0,0 | -   | 2,0 | 0,0 | 0,0 | 0,0 | 0,0 |

### G League
| Anno      | Squadra      | PG | PT | MP   | TC%  | 3P%  | TL%  | RP  | AP  | PRP | SP  | PP   |
| --------- | ------------ | -- | -- | ---- | ---- | ---- | ---- | --- | --- | --- | --- | ---- |
| 2024-2025 | Austin Spurs | 19 | 19 | 31,6 | 52,4 | 41,4 | 85,3 | 6,6 | 2,1 | 1,2 | 1,2 | 19,3 |
| Carriera  | Carriera     | 19 | 19 | 31,6 | 52,4 | 41,4 | 85,3 | 6,6 | 2,1 | 1,2 | 1,2 | 19,3 |